# هنري ميلر (لاعب كريكت)
هنري ميلر (18 سبتمبر 1859 - 11 أبريل 1927) (بالإنجليزية: Henry Miller)‏ هو لاعب كريكت بريطاني.

## وصلات خارجية
- هنري ميلر على موقع إي آس بي آن كريك إنفو (الإنجليزية)